# Afrikaanse bonte kwikstaart
De Afrikaanse bonte kwikstaart (Motacilla aguimp) is een zangvogel uit de familie Piepers en kwikstaarten.

## Verspreiding en leefgebied
Deze soort komt voor in Afrika en telt 2 ondersoorten:
- Motacilla aguimp aguimp: zuidelijk Namibië tot centraal Zuid-Afrika.
- Motacilla aguimp vidua: Sierra Leone en Mali tot zuidelijk Soedan en noordwestelijk Kenia, zuidelijk Egypte tot zuidelijk Somalië en zuidelijk tot oostelijk Zuid-Afrika.